# Crayon Shinchan: Unkokusai no Yabō
Shin-cậu bé bút chì: Âm mưu của lãnh chúa Unkokusai (クレヨンしんちゃん 雲黒斎の野望 Kureyon Shinchan: Unkokusai no Yabō) là một bộ phim anime 1995. Đây là phim thứ 3 dựa trên manga và anime hài hước Crayon Shin-chan. Phim được công chiếu ở Nhật Bản vào ngày 15 tháng 4 năm 1995.